# Moivrons
Moivrons és un municipi francès situat al departament de Meurthe i Mosel·la i a la regió del Gran Est. L'any 2007 tenia 394 habitants.

## Demografia

### Població
El 2007 la població de fet de Moivrons era de 394 persones. Hi havia 146 famílies, de les quals 28 eren unipersonals (28 dones vivint soles i 28 dones vivint soles), 38 parelles sense fills, 70 parelles amb fills i 10 famílies monoparentals amb fills.
La població ha evolucionat segons el següent gràfic:
Habitants censats

### Habitatges
El 2007 hi havia 160 habitatges, 148 eren l'habitatge principal de la família, 4 eren segones residències i 9 estaven desocupats. 157 eren cases i 3 eren apartaments. Dels 148 habitatges principals, 131 estaven ocupats pels seus propietaris, 13 estaven llogats i ocupats pels llogaters i 3 estaven cedits a títol gratuït; 2 tenien dues cambres, 12 en tenien tres, 35 en tenien quatre i 99 en tenien cinc o més. 117 habitatges disposaven pel capbaix d'una plaça de pàrquing. A 49 habitatges hi havia un automòbil i a 81 n'hi havia dos o més.

### Piràmide de població
La piràmide de població per edats i sexe el 2009 era:
| Homes | Edats   | Dones |
| ----- | ------- | ----- |
| 0     | 95 o +  | 0     |
| 0     | 90 a 94 | 12    |
| 0     | 85 a 89 | 0     |
| 4     | 80 a 84 | 8     |
| 4     | 75 a 79 | 4     |
| 12    | 70 a 74 | 8     |
| 4     | 65 a 69 | 8     |
| 8     | 60 a 64 | 8     |
| 12    | 55 a 59 | 4     |
| 4     | 50 a 54 | 8     |
| 4     | 45 a 49 | 4     |
| 12    | 40 a 44 | 0     |
| 24    | 35 a 39 | 24    |
| 12    | 30 a 34 | 20    |
| 4     | 25 a 29 | 8     |
| 12    | 20 a 24 | 4     |
| 8     | 15 a 19 | 12    |
| 8     | 10 a 14 | 8     |
| 12    | 5 a 9   | 16    |
| 4     | 0 a 4   | 12    |

## Economia
El 2007 la població en edat de treballar era de 252 persones, 199 eren actives i 53 eren inactives. De les 199 persones actives 184 estaven ocupades (96 homes i 88 dones) i 16 estaven aturades (9 homes i 7 dones). De les 53 persones inactives 17 estaven jubilades, 14 estaven estudiant i 22 estaven classificades com a «altres inactius».

### Ingressos
El 2009 a Moivrons hi havia 166 unitats fiscals que integraven 450,5 persones, la mediana anual d'ingressos fiscals per persona era de 20.214 €.

### Activitats econòmiques
Dels 12 establiments que hi havia el 2007, 3 eren d'empreses alimentàries, 1 d'una empresa de fabricació d'altres productes industrials, 2 d'empreses de construcció, 4 d'empreses de comerç i reparació d'automòbils i 2 d'empreses de serveis.
Dels 4 establiments de servei als particulars que hi havia el 2009, 2 eren tallers de reparació d'automòbils i de material agrícola i 2 fusteries.
L'any 2000 a Moivrons hi havia 5 explotacions agrícoles.

## Equipaments sanitaris i escolars
El 2009 hi havia una escola elemental.

## Poblacions més properes
El següent diagrama mostra les poblacions més properes.